# Ковалёв, Александр Павлович
Александр Павлович Ковалёв (род. 7 июня 1948 года) — советский и российский военный учёный, доктор технических наук, профессор, генерал-лейтенант. Начальник Военно-космической академии имени А. Ф. Можайского (2001—2006). Заслуженный деятель науки Российской Федерации (2004).

## Биография
Родился  7 июня 1948 году в Енакиеве.
С 1967 по 1972 год обучался в Харьковском высшем командно-инженерном училище. С 1978 по 1980 году обучался в Военной академии имени Ф. Э. Дзержинского.
С 1972 года служил в ГУКОС РВСН СССР: с 1972 по 1992 год на исследовательской работе в НИИП № 5 МО СССР на инженерно-испытательных и руководящих должностях, с 1989 по 1992 год — начальник Центра испытаний и применения космических средств этого НИИ. Под руководством и при участии А. П. Ковалёва было организовано и проведено более ста запусков, в том числе межконтинентальных баллистических ракет военного назначения и космических аппаратов с ракетами-носителями различного класса. А. П. Ковалёв внёс весомый вклад в  реализацию ряда важных космических программ оборонного и научного характера, в том числе проведение испытаний и поддержание готовности МТКС «Энергия — Буран».
С 1992 по 1999 год на научно-педагогической работе в Военно-космической академии имени А. Ф. Можайского в качестве начальника кафедры эксплуатации и применения космических средств, с 1999 по 2001 год — заместитель начальника академии, с 2001 по 2006 год  — начальник Военно-космической академии имени А. Ф. Можайского. В 2000 году А. П. Ковалёв защитил диссертацию на соискание учёной степени доктор технических наук, а в 2003 году ему было присвоено учёное звание профессор.
С 2006 года на научно-исследовательской работе в КБ «Арсенал» имени М. В. Фрунзе в качестве ведущего научного сотрудника и заместителя генерального директора этого КБ по научной работе. С 2015 по 2016 год — генеральный директор КБ «Арсенал» имени М. В. Фрунзе. А. П. Ковалёв являлся одним из главных разработчиков в области космической техники, корабельных пусковых артиллерийских установок. С 2010 года — президент Санкт-Петербургского отделения Российской академии космонавтики имени К. Э. Циолковского

## Награды
- Орден «За военные заслуги» (1999)
- Заслуженный деятель науки Российской Федерации (2004)
- Премия Правительства Российской Федерации в области науки и техники (2004) — за работу «Создание ракетно-космической системы на базе стратегических ракет РС-20 для запуска космических аппаратов (программа «Днепр»)»[1]
- Премия Правительства Российской Федерации в области науки и техники (20 февраля 2014) — за разработку и внедрение новых интеллектуальных технологий пространственно-временного управления динамикой сложных технических систем в условиях неопределенности и конфликтной информационной обстановки